# Hüttenrode
Hüttenrode là một đô thị thuộc huyện Harz, bang Sachsen-Anhalt, Đức. Đô thị Hüttenrode có diện tích 18,63 km², dân số thời điểm ngày 31 tháng 12 năm 2006 là 1191 người.